# Édouard Monchablon
André Jean Édouard Monchablon, né le 11 novembre 1879 à Paris et mort le 13 décembre 1914 à Bénodet, est un peintre français.

## Biographie
Fils du peintre Xavier Alphonse Monchablon (1835-1907), Édouard Monchablon est né à Paris le 11 novembre 1879. Il épouse Yvonne Lefuel, petite-fille d'Hector-Martin Lefuel et d'Eugène Guillaume. Élève de Jules Lefebvre et de Tony Robert-Fleury aux Beaux-Arts de Paris, il obtient le prix de Rome en 1903 et une première médaille au Salon de Paris. Il est surtout portraitiste et peintre d'histoire.
Il meurt à Bénodet le 13 décembre 1914.

## Œuvres dans les collections publiques

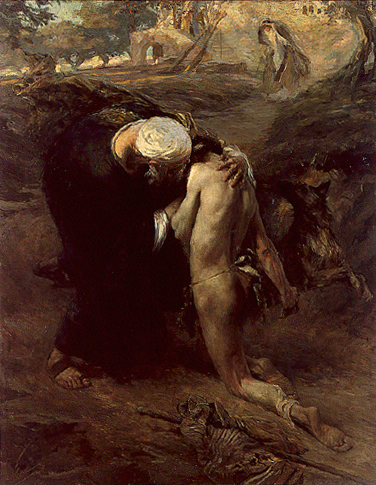
Le retour de l’enfant prodigue, 1903

- Pau, musée des Beaux-Arts : Vue d'Orvieto[3].